# Handwerksmuseum Ovelgönne

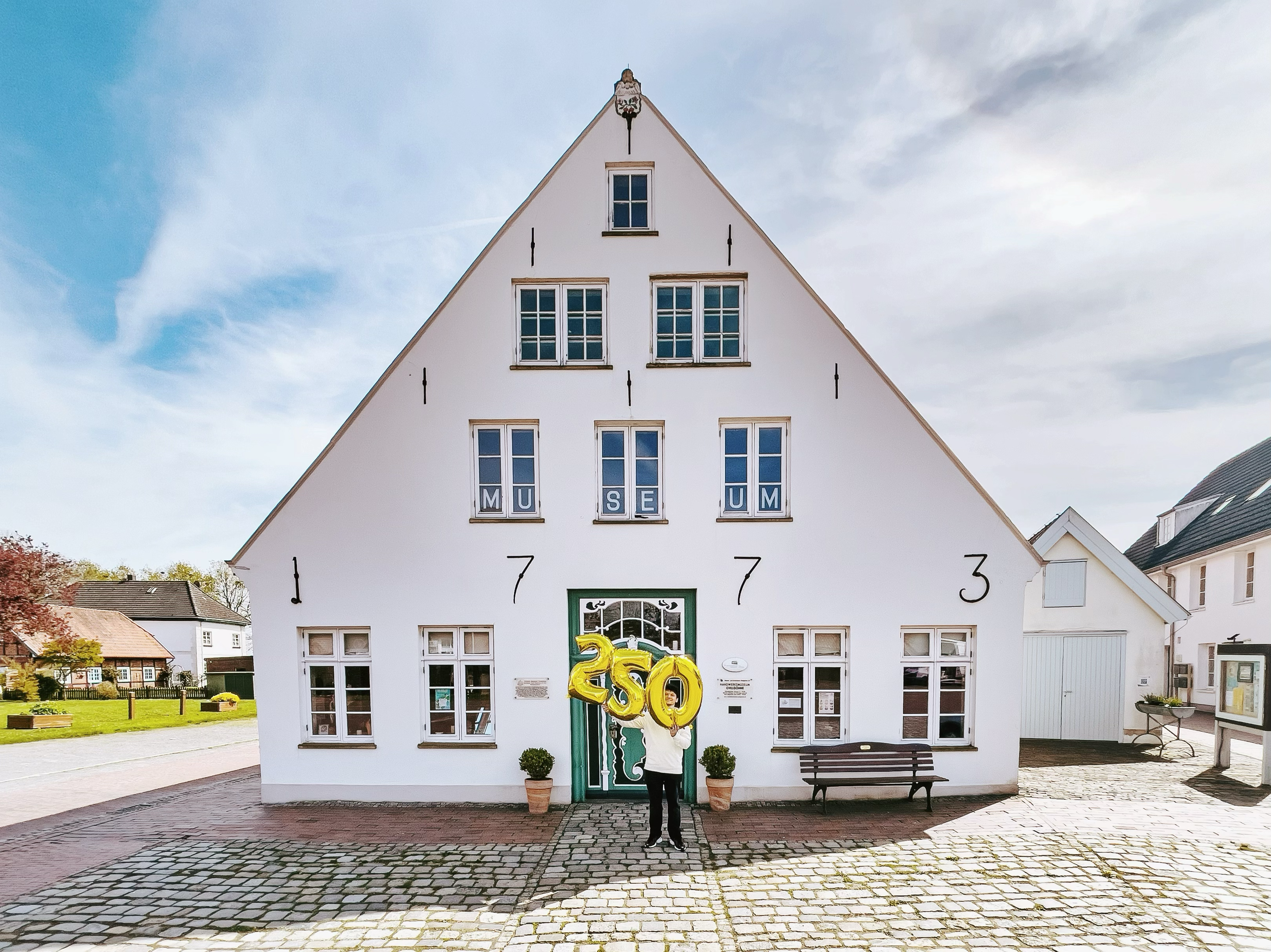
Das Hauptgebäudes des Handwerksmuseum Ovelgönne wurde im Mai 2023 250 Jahre alt.

Das Handwerksmuseum Ovelgönne ist ein Museum zur Geschichte des Handwerks in der Gemeinde Ovelgönne in Niedersachsen.
In dem Museum werden Zeugnisse lokaler und regionaler Handwerksgeschichte gesammelt, bewahrt und dokumentiert. Zum Sammlungsbestand zählen Werkzeuge aus Werkstätten oder Geschäftseinrichtungen, aus dem textil-, holz-, metall- und lederverarbeitenden Handwerk oder Geräte aus der ländlichen Arbeitswelt sowie Gebrauchsobjekte der Alltagskultur.

## Das Gebäude
Untergebracht ist das Museum in einem Gebäude aus dem Jahre 1773. Der Landgerichtspedell und Auktionsbevollmächtigte Anton Friedrich Rumpf hat es sich als Wohnhaus errichtet. Drei Generationen der Familie Rumpf lebten hier, auch danach wurde das Gebäude bis in die 1970er-Jahre hinein als Wohnhaus genutzt und zeitweise von mehreren Familien bewohnt. Stilistisch handelt es sich bei dem Gebäude um ein sogenanntes „Oldenburger Giebelhaus“. Die Form entwickelte sich aus dem niederdeutschen Fachhallenhaus, in der Funktion wurde es aber bürgerlichen Wohnbedürfnissen angepasst. Das als Klinkerbau errichtete Gebäude erhielt wahrscheinlich schon früh eine verputzte Schauseite zur Straße hin, ein hinterer Teil wurde im günstigeren Fachwerk angebaut. Das Museumsgebäude steht heute – wie viele Häuser im Ortskern –  unter Denkmalschutz. Das ganze Ortsbild ist bis heute durch ähnliche Gebäude aus dem 18. Jahrhundert geprägt, die nach der Schleifung der Ovelgönner Burg (1514–1677) gebaut wurden. Das Museumsgebäude steht unweit der Stelle, an der einstmals die Breite Straße über eine Zugbrücke auf das Burggelände geführt hatte. Im Museumsgarten befindet sich heute ein Modell der Ovelgönner Burg.

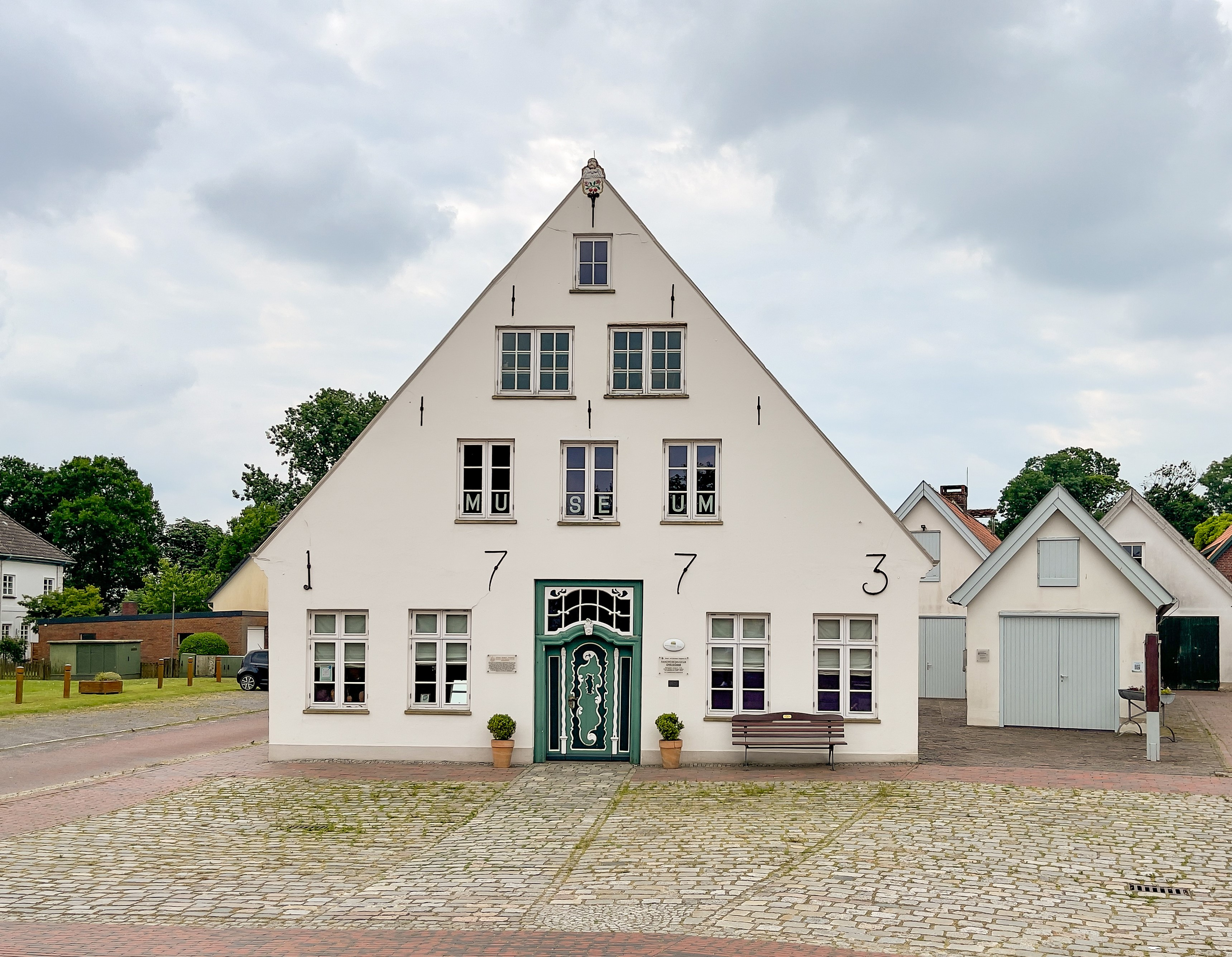
Handwerksmuseum Ovelgönne Außenansicht des Hauptgebäudes

## Geschichte des Museums
Das Handwerksmuseum Ovelgönne wurde im Jahre 1981 als „Nordwestdeutsches Handwerkermuseum“ eröffnet. Der Aufbau der „Heimatkundlichen Sammlung“ startete schon 1976 mit der Eingemeindung des Ortes in die Großgemeinde Ovelgönne. Ein Museum vor Ort sollte den Bedeutungsverlust des historischen Burgdorfes als Gemeindesitz kompensieren. Seit 1514 war Ovelgönne mit Burg, Landgericht, Gefängnis, Synagoge, Apotheke, Medicus und den zahlreichen Handwerkern einst das historische Zentrum der ganzen Wesermarsch gewesen. Eines der vielen Bürgerhäuser aus dem 18. Jahrhundert, die noch heute das besondere Ortsbild prägen, wurde als künftiger Ausstellungsort freigemacht. Seitdem entwickelte sich das Museum über die Jahrzehnte durch das Engagement wechselnder Akteure und Gruppen laufend weiter.
In den 1980er Jahren waren die Ovelgönner Zeitzeugen Gerd Müller und Karl Heinz Schröder im „Nordwestdeutschen Handwerkermuseum“ aktiv und betreuten die als Werkstätten inszenierten Räume. Den Bestand bildeten vor allem Nachlässe lokaler Betriebe von Stellmacher, Bäcker, Schmied, Frisör usw., die sich in dieser Zeit vor Ort auflösten.
In den 1990er Jahren übernahm der Buchbinder Norbert Wessels, der im Hause auch eine eigene Werkstatt betrieb, die ehrenamtliche Leitung. Auf seine Initiative wurde ab 1994 der „Kulturverein Handwerkermuseum Ovelgönne e.V.“ gegründet, der sich für eine Belebung des Museums einsetzte. 1995 reiften Konzepte für ein „Museum zum Begreifen“. Die personelle Betreuung und die Sanierung des Gebäudes wurden geplant. Idee war, das marode Gebäude nach alter Handwerkskunst nach und nach zu sanieren und öffentlich mit begleitenden Veranstaltungen zu präsentieren. Auch die Entwicklung einer Museumspädagogik, insbesondere für Kinder und Jugendliche, sowie eine wissenschaftliche Betreuung durch die Universitäten in Oldenburg oder Bremen waren bereits angedacht. Wegen eines millionenschweren Finanzskandals des damaligen Gemeindedirektors konnte die hochverschuldete Gemeinde das Projekt nicht realisieren. So wurde das Museum weiter durch ehrenamtliche Arbeit getragen, eine Webemeisterin zog mit ihren Webstühlen ein. Die erste Sonderausstellung lief 1996 über buchbinderische Variationen zur Märchensammlung Das Wirtshaus im Spessart von Wilhelm Hauff. Seitdem wurde das Museum in der überregionalen Presse bekannt. Diese Entwicklung wurde durchbrochen, als die Gemeinde den Betrieb des Museums an die Sozialen Dienste Wesermarsch übergab.  Der Sonderpädagoge und Historiker Richard Sautmann verfasste die erste umfangreichere Broschüre über das Museum und die dargestellten Handwerke. Der Buchbinder und die Weberin verließen das Museum in der Folge, da sie die Verträge der Gemeinde nicht akzeptieren wollten.
Im Jahre 1997 übernahm der „Heimat- und Kulturverein Ovelgönne e.V.“ die Trägerschaft des Museums von der Gemeinde Ovelgönne und plante ein „lebendes Museum“. Seitdem wurde die Modernisierung des Museums durch erhebliche Fördermittel umgesetzt. Das Hauptgebäude wurde entkernt und schrittweise von der Grundplatte bis zur Dachspitze saniert.
Ein neues Nebengebäude mit einer funktionsfähigen Schmiede, einem Werkstattraum und einem Objektlager im Dachgeschoss wurde errichtet. Neben dem Haupthaus entstand ein weiteres Gebäude für Sonderausstellungen. 
Von 2000 bis 2010 bekam das Haus eine Neukonzeption durch die wissenschaftliche Leiterin Gabriele Speckels. Die für die Kernsanierung sämtlich ausgelagerten Objekte wurden neu sortiert und nach einem neuen Ausstellungskonzept eingeräumt. Zugunsten einer Konzentration auf die Kulturgeschichte des Handwerks wurden Elemente der Ortsgeschichte teilweise fallen gelassen. Das nun als „Handwerksmuseum“ geführte Haus wurde in die Museumskonzeption des Landkreises Wesermarsch integriert und Mitglied im damals entstehenden Museumsverbund Wesermarsch sowie überregional vernetzt u. a. im Museumsverband Niedersachsen und Bremen e.V. In dieser Zeit entstand eine eigene Homepage mit ausführlichen Konzepttexten der Leiterin. Eine weitere professionelle Vernetzung entstand durch die Kooperation mit der [Universität Oldenburg], Studierende des Fachbereichs „Museum und Ausstellung“ am Institut für Materielle Kultur setzten Gestaltungsprojekte in ihren jährlichen Praxistagen im Ovelgönner Museum um. Das Großprojekt der Inventarisierung der über 10.000 Objekte mit Fotos und Datensätzen in einer digitalen Datenbank wurde dagegen mit Hilfe sozialer Projekte angegangen, weitere Hilfsstellen konnten durch das Jobcenter organisiert werden. Mehrere Sonderausstellungen pro Jahr wurden im Nebengebäude präsentiert, während die Fertigstellung der Dauerausstellung im Haupthaus und auch die personelle Situation noch immer offene Posten blieben.
Von 2011 bis 2022 erfuhr das Handwerksmuseum eine weitere Etablierung mit der nächsten wissenschaftlichen Leiterin Susanne Schlechter. Diese Phase begann mit der Neugestaltung des Obergeschosses, das bis dahin für die Öffentlichkeit noch nicht zugänglich gewesen war. In einzelnen Modulen wurden verschiedene Handwerke im großen Dachraum aufgebaut und die Räume farblich gestaltet, ergänzt durch einen historisch möblierten Raum, der Aspekte der bedeutsamen Kulturgeschichte des Ortes thematisierte, z. B. die Geschichte der Ovelgönner Burg, den Ovelgönner Barockmaler Wolfgang Heimbach, oder zwei Ovelgönner Schriftstellerinnen des 19. Jahrhunderts, Marie und Theodore Zedelius, oder weiterhin den Männergesangverein „Äwelgunner Singers“. Die neue Medienstation „Ovelgönner Zeitkurbel“ zeigte hier mit der Kurbel einer Sattler-Nähmaschine erdrehbar, die 500-jährige Dorfgeschichte. Ein Dokumentenarchiv mit Handbibliothek zur Ortsgeschichte und zur Geschichte des Handwerks wurde in der Dachkammer aufgebaut und erhielt einen PC-Arbeitsplatz zur Inventarisierung. Von 2011 bis 2015 kooperierte das Handwerksmuseum als eines von fünf deutschen und Schweizer Museen im Forschungsprojekt „Neue Heimatmuseen als Institutionen der Wissensproduktion“, dabei wurden die Probleme und die besonderen Qualitäten kleinerer Museen in den Blick genommen. Parallel fanden bis 2016 weiterhin die jährlichen Praxistage von Studierenden statt. Mit ihnen wurden z. B. die Hörstationen in der Ausstellung der im Museum geretteten Ovelgönner Apotheke umgesetzt. Jährliche Sonderausstellungen befassten sich mit der Kulturgeschichte einzelner Handwerke sowie auch mit der Kulturgeschichte der Wesermarsch. Beim Objekt-Ratespiel „Was ist das?“ beteiligten sich viele Menschen auf den jährlichen Dorffesten an der Aufklärung ungeklärter Objekte aus dem Museumsmagazin; in Ferienpassaktionen zeigten ältere Zeitzeugen Kindern alte Handwerkstechniken wie z. B. das Ziegeln oder das Melken und Buttern. Die Corona-Pandemie gab durch die angeordneten Museumsschließungen im Zeitraum 2020–2021 erstmals Anlass für digitale Auftritte in Sozialen Medien, in Kooperation mit Studentinnen der Jade-Hochschule Wilhelmshaven entstanden im Handwerksmuseum z. B. Podcast und Filme im Projekt „Deichkultour“. 2020 wurde die Leitungsstelle entfristet; dank dieser Förderentscheidung des Landkreises gelang ein weiterer wesentlicher Baustein auf dem Weg zur Professionalisierung und Institutionalisierung. Anfang 2022 kündigte der Vorstand des Heimat- und Kulturvereins Ovelgönne e.V. der Museumsleiterin überraschend. Ihre langjährige Mitarbeiterin hatte das Museum schon kurz zuvor verlassen. So endete eine weitere Dekade in der 45-jährigen Aufbaugeschichte dieses Museums.
Ab Mitte 2022 hat das Handwerksmuseum mit Arman Džaferagić eine neue Leitung.  Geplant wird der Umbau der Dauerausstellung und die Digitalisierung. Seit 2023 verfügt das Handwerksmuseum Ovelgönne über eine hochmoderne 3D-Digitalisierungsabteilung. Diese Abteilung ist darauf spezialisiert, Kulturgüter digital zu erfassen und zu archivieren. Die Hauptaufgabe besteht darin, historische Objekte detailgetreu in dreidimensionalen Modellen abzubilden, um sie für die Nachwelt digital zu bewahren. Dies ermöglicht es dem Museum, seine Exponate online zu präsentieren und somit einem breiteren Publikum zugänglich zu machen. Die Abteilung verwendet modernste 3D-Scanning-Technologien und Modellierungssoftware, die eine präzise Erfassung der physischen Eigenschaften der Objekte sowie deren langfristige Konservierung in digitaler Form ermöglichen. Durch diese innovative Technik kann das Museum seine Sammlungen umfassender dokumentieren und erforschen. Zu den ersten Projekten der 3D-Digitalisierungsabteilung gehört das Online-Archiv „Sonderausstellungen des Handwerksmuseums Ovelgönne“. Es ermöglicht interessierten Personen, vergangene Sonderausstellungen auch nach deren Beendigung rückblickend zu besuchen. Dieses Projekt wurde durch LEADER, der Stiftung Kunst und Kultur der Landessparkasse zu Oldenburg (LzO) und der EWE-Stiftung finanziert.

## Sammelgebiete, Dokumentationen
Handwerk
- Friseur
- Perückenmacher
- Hutmacher, Putzmacherin
- Schuhmacher, Schuster

- Schneider
- Weber
- Satter und Polsterer
- Uhrmacher[26]
- Fotograf
- Hausfrau

- Apotheke, Burg-Apotheke Ovelgönne
- Zahnmedizin
- Optiker
- Amtsarzt

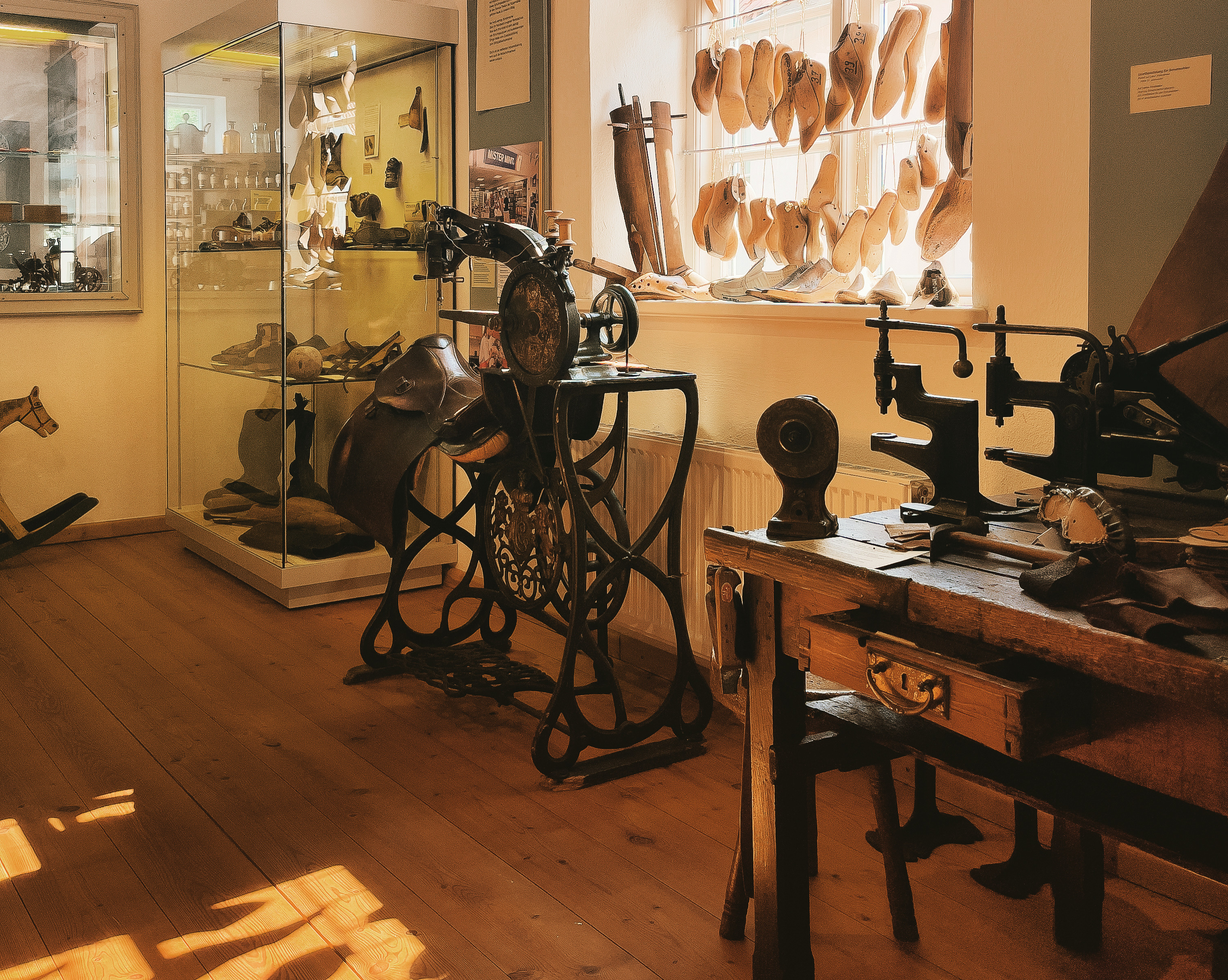
Dauerausstellung Schuhmacherei

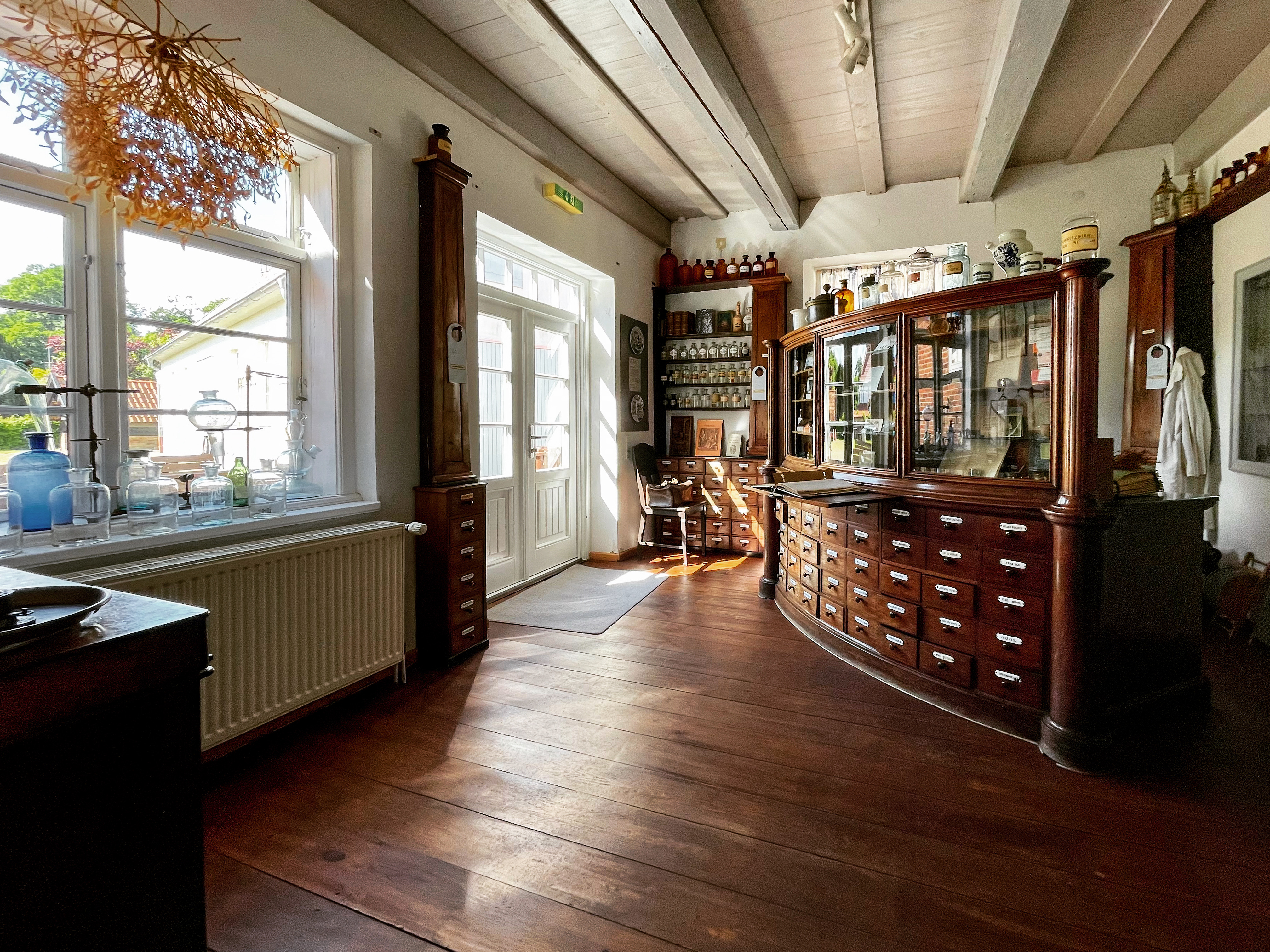
Dauerausstellung Apotheke

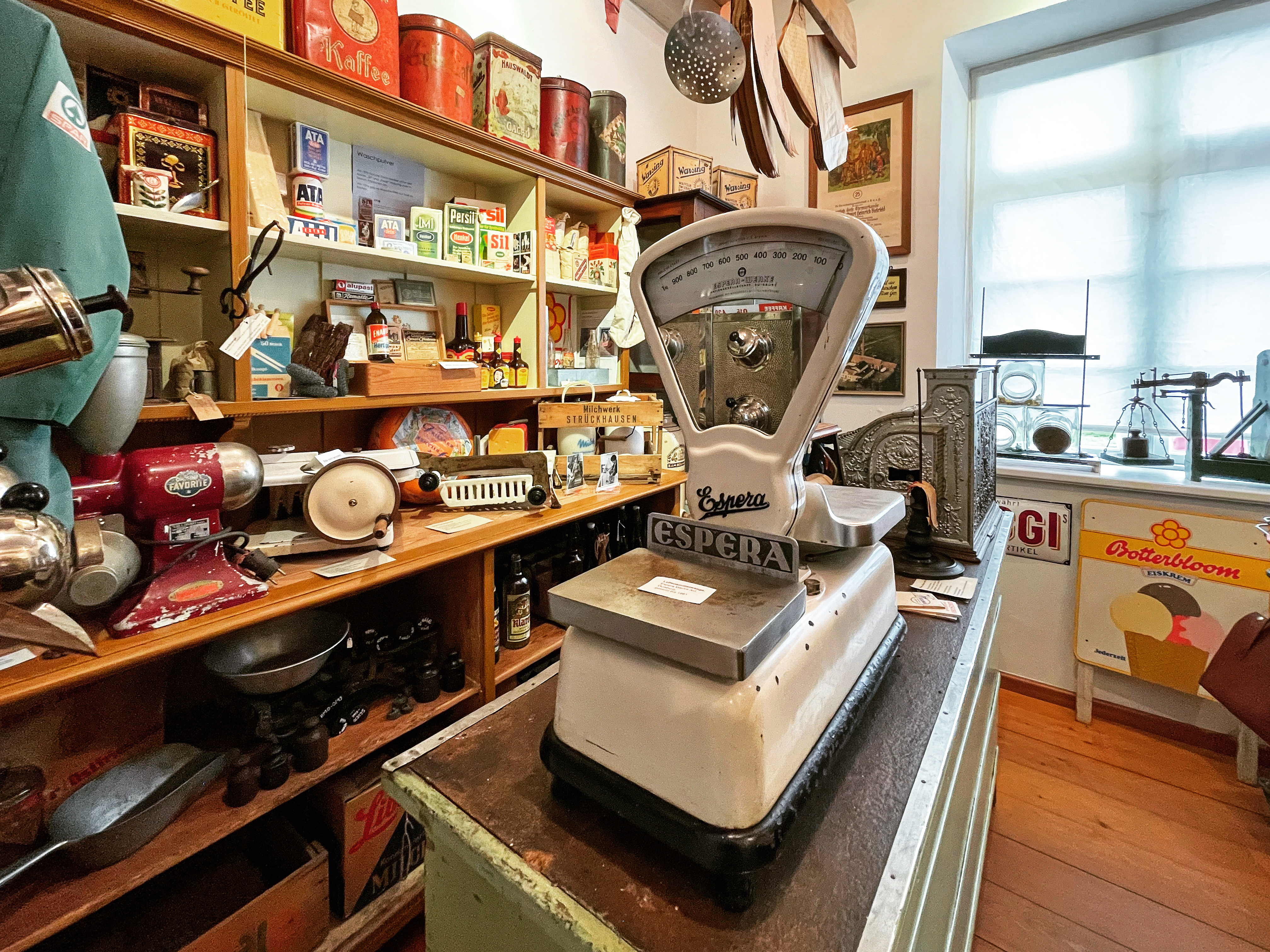
Dauerausstellung Gemischtwarenladen

- Gemischtwarenladen, Kolonialwarenladen
- Fleischer, Schlachter
- Bäcker, Konditor

- Reetdachdecker
- Torfstecher
- Maler
- Zimmermann[27]
- Tischler
- Stellmacher
- Steinmetz
- Elektriker
- Schmied
- Klempner, Blechschläger
- Handwerkskult
- Meisterbriefe

Ortsgeschichte
- Ovelgönner Burg, Landgericht, Gefängnis, Synagoge
- Barockmaler Wolfgang Heimbach
- Schriftstellerin Theodore Zedelius
- Schriftstellerin Marie Zedelius
- Männergesangverein Ovelgönner Singers